# Burke, New York
Burke är en ort i Franklin County i delstaten New York, USA.